# Messier 108
Messier 108 is een sterrenstelsel in het sterrenbeeld Grote Beer (Ursa Major). Het is in 1781 ontdekt door Pierre Méchain en zonder veel verdere gegevens als nummer 98 door Charles Messier in zijn catalogus opgenomen. Pas in 1953 is door Owen Gingerich M108 definitief onder nummer 108 in de Messiercatalogus opgenomen.
M108 wordt vanaf de kant gezien en is met een kleine telescoop al beter te zien dan de lage helderheid doet vermoeden. Op minder dan een booggraad afstand staat de Uilnevel (M97), een aanmerkelijk zwakker object.